# Csangdokte

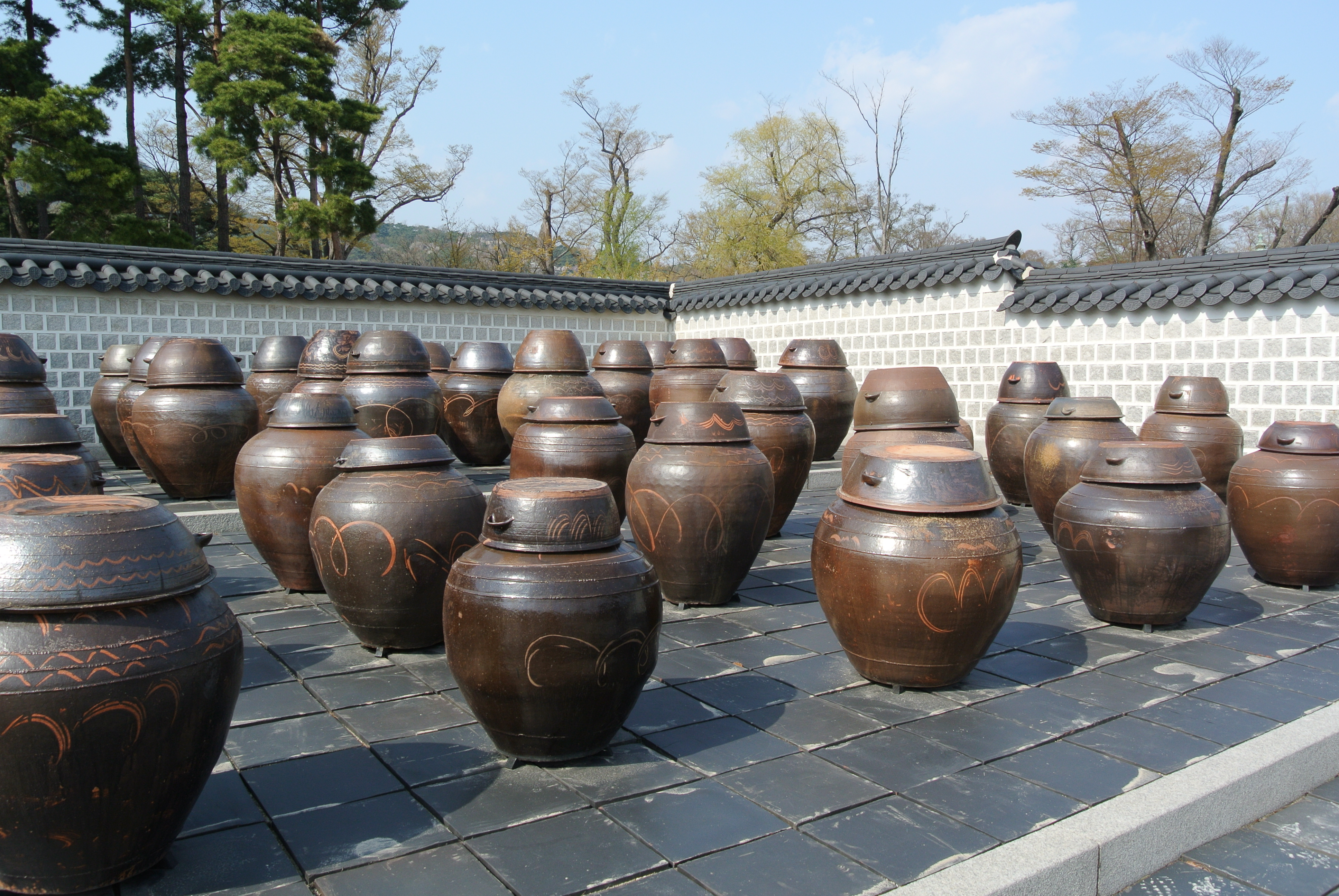
Csangdokte (Jangdokdae) (avagy jomgo (yeomgo)) a Kjongbok (Gyeongbok) palotában

A csangdokte (jangdokdae) (hangul: 장독대, handzsa: 醬-臺, RR: jangdokdae) hagyományos terasz, illetve emelvény, mely a koreai házak udvarában elkülönítve található és különféle szószokkal, krémekkel és egyéb ételekkel teli onggi illetve hangari (항아리) agyagedények tárolására szolgál. A királyi paloták hasonló helyiségének neve jomgo (염고, yeomgo) volt, melyet egy udvarhölgy, a csanggo mama (장고 마마, janggo mama) felügyelt.

## Jellemzői
A csangdok (jangdok) (장독, 醬) jelentése „csang (jang) tárolására használt cserépedény”, a csang (jang) pedig olyan szószokra és ételízesítőkre utal, mint a kandzsang (ganjang), a töndzsang (doenjang) vagy a kocshudzsang (gochujang).
A szószok mellett tároltak itt kimcshi (kimchi)t (bár télen a kimcshis (kimchi) onggit földbe ásták és szalmatetővel védték), csotkal (jeotgal)t és makkolli (makgeolli)t is.
A csangdokte (jangdokdae) a konyha közelében található és a háziasszony felügyeli. Fontos, hogy jól szellőző és napos helyen legyen, hogy az ételek frissek legyenek, illetve jól fermentálódjanak. Az így tárolt fermentált ételek évekig is elállnak. A modern koreai életmódhoz egyre kevésbé tartozik hozzá a szószok házi készítése, és a városi lakások sem alkalmasak ilyen terasz kialakítására, így a csangdokte (jangdokdae) már csak vidéki házaknál lelhető fel.